# Jodel
Jodel is een geosociale applicatie (app) voor smartphones, die het voor gebruikers mogelijk maakt om anoniem berichten en foto's te delen met andere gebruikers in een straal van 10 km. Gebruikers kunnen reageren op een jodel en deze beoordelen door middel van een positieve of negatieve stem. De app wordt voornamelijk gebruikt door studenten.

## Geschiedenis
Jodel werd in oktober 2014 door de Duitse student Alessio Borgmeyer opgericht. In april 2015 had de app meer dan 100.000 gebruikers en in oktober 2015 al meer dan één miljoen. In mei 2016 werden elke dag 600.000 jodels geschreven.

## Gebruik
Jodel gebruikt gps om de locatie van de gebruiker te bepalen. Zo is het mogelijk om jodels van andere gebruikers in een straal van 10 km te zien. Ze kunnen op tijdstip van publicatie, aantal reacties en aantal positieve stemmen worden gesorteerd.
Iedere gebruiker kan een jodel, ook die van hemzelf, eenmalig een positieve of negatieve stem geven, naar het principe van Reddit. De som van deze stemmen staat naast het bericht of de foto. Bij een stemaantal van −5 wordt de jodel automatisch verwijderd.
Omdat alle jodels en reacties anoniem zijn, hoeft men zich voor de app niet te registreren. Gebruikers kunnen echter punten verzamelen (karma) als de door hen geschreven berichten door andere gebruikers omhoog worden gestemd.
Sinds november 2016 bestaat de hometown-functie. Met deze functie kunnen gebruikers jodelen in een plaats waar ze zich op dat moment niet bevinden (bijvoorbeeld hun woonplaats). Bij het gebruik van deze functie kunnen echter geen karmapunten worden verdiend om zogenoemde "reposts" te vermijden. 
Net zoals op Twitter kunnen hashtags in de berichten worden gebruikt. Bovendien geven channels gebruikers de mogelijkheid om aparte ruimtes voor bepaalde thema's te maken.
Moderatoren controleren gemelde berichten en foto's.